# إيرفين خان
إيرفين خان (بالإنجليزية: Irvin Kahn)‏ هو شخصية أعمال أمريكي، ولد في 1916 في بنسيلفانيا في الولايات المتحدة، وتوفي في 1973.